# سایه‌های بی‌خورشید
سایه‌های بی‌خورشید نام مستند بلند سینمایی است به کارگردانی و تهیه‌کنندگی مهرداد اسکویی که در سال ۲۰۱۹ ساخته شده‌است. این مستند در نخستین نمایش جهانی خود در افتتاحیه سی و دومین جشنواره بین‌المللی فیلم مستند آمستردام نمایش داده شد و موفق شد جایزه بهترین کارگردانی را دریافت کند.ا ین مستند که در نوزدهمین جشنواره سالانه مستند موزه هنر مدرن نیویورک (MoMA) به نمایش گذاشته شده بود، به عنوان بخشی از برنامه مرور آثار مهرداد اسکویی از تاریخ ۵ تا ۲۱ اوت (۱۵ تا ۳۱ مرداد) در موزه تصاویر متحرک در نیویورک به انتخاب اریک هاینز منتقد فیلم و مسئول موزه تصاویر متحرک نیویورک به روی پرده می‌رود. ساخته اسکویی در سینماهای بیست و هفت ایالت آمریکا از جمله کالیفرنیا (لس آنجلس و سانفرانسیسکو)، ایلینوی (شیکاگو)، واشینگتن (سیاتل)، نیومکزیکو، میزوری، اورگن، فلوریدا، آریزونا، آیووا، نیویورک و همچنین ونکوور و مونترال کانادا برنامه نمایش دارد.

## خلاصهٔ فیلم
سایه‌های بی خورشید روایتگر داستان پنج دختر نوجوان در کانون اصلاح و تربیت است که به جرم همدستی در قتل پدر، همسر یا عضو مذکر خانواده دوران محکومیت خود را سپری می‌کنند.

## عوامل فیلم
پژوهش و کارگردانی: مهرداد اسکویی
مدیر تصویر برداری: مهدی آزادی
تدوین: امیر ادیب پرور
طراحی و میکس صدا: محمود خرسند
صدابردار: پارسا کریمی
آهنگساز: افشین عزیزی
رنگ آمیزی تصاویر: حمید رضا فتوره چیان، برنا جمشیدی
طراح پوستر: علی باقری
مترجم: بونا الخاص
زیرنویس: رضا تاریوردی
مدیر تولید: وحید حاجیلویی
دستیار کارگردان و عکاس: مسعود شکرنیا
مشاور کارگردان: بابک کریمی
تهیه‌کننده اجرایی: سیاوش جمالی
تهیه‌کننده: مهرداد اسکویی «اسکویی فیلمز»
پخش کننده جهانی: نسرین میر شب «دریم لب فیلمز»
مستند بلند، هفتاد و پنج دقیقه، ایران، نروژ، ۱۳۹۸

## جوایز
- جایزه اصلی بخش «امپراتوری بخشایش» از هفتمین دوره جشنواره فیلم مستند «بوداپست»، بوداپست، مجارستان۲۰۲۱[۷]
- جایزه بهترین فیلم معناگرا از نوزدهمین جشنواره بین‌المللی فیلم«داکا»، داکا، بنگلادش، ۲۰۲۱[۸]
- جایزه بهترین فیلم بین الملل جشنواره «این دنیای انسانی / this human word» ، وین ، اتریش ، ۲۰۲۰[۹]
- تقدیرنامه هیات داوران بخش مستند از سی امین جشنواره بین‌المللی «فیلم‌هایی از جنوب»، اسلو، نروژ، ۲۶ نوامبر الی ۶ دسامبر، ۲۰۲۰ [۱۰]
- جایزه بزرگ نانوک ،بهترین فیلم مستند از سی و نهمین جشنواره بین المللی فیلم مستند انسان شناسی  ژان روش، پاریس، فرانسه، ۲۰۲۰[۱۱]
- جایزه حقوق بشر از دوازدهمین جشنواره بین‌المللی فیلم مستند «میلنیوم» ، بروکسل، بلژیک، ۱۶الی ۲۵ اکتبر، ۲۰۲۰[۱۲]
- جایزه بهترین فیلم مستند بلند از هیئت داوارن هفتمین جشنواره بین المللی فیلم «راه ابریشم»، شیان، چین، ۲۰۲۰[۱۳]
- برنده بهترین فیلم بخش ویژه سینمای ایران در جشنواره بین‌المللی فیلم«اکنون خاورمیانه»، فلورانس، ایتالیا، ۲۰۲۰[۱۴]
- جایزه بهترین فیلم مستند بلند از  هشتمین جشنواره بین المللی تفلیس «سینه داک»، تفلیس، گرجستان،۲۰۲۰ [۱۵]
- جایزهٔ شاخ نقره ای برای بهترین کارگردانی فیلم مستند بلند، از شصتمین جشنواره بین الملی فیلم کراکو، لهستان، ۲۰۲۰[۱۶]
- جایزهٔ بهترین فیلم از نطر هیئت داوران دانش آموزی در شصتمین جشنواره بین الملی فیلم کراکو، لهستان، ۲۰۲۰[۱۶]
- جایزه ویژه هیئت داوران از هفدهمین جشنوراه بین الملی فیلم مستند بیگ اسکای، مونتانا، ایالات متحده، ۲۰۲۰[۱۷]
- جایزهٔ بهترین کارگردانی فیلم مستند بلند از سی و دومین جشنواره بین‌المللی فیلم مستند آمستردام ایدفا، آمستردام، هلند، ۲۰۱۹[۱۸]
- انتخاب به عنوان فیلم افتتاحیهٔ سی و دومین جشنواره بین‌المللی فیلم مستند آمستردام ایدفا، آمستردام، هلند، ۲۰۱۹[۱۸]

## نامزدی‌ها
- کاندیدای جایزه اصلی جشنواره بین‌المللی مستند «اوپن سیتی» لندن، انگلستان، ۲۰۲۰[۱۹]

## نقد و نظر
- "قوی‌ترین فیلم مستند اعترافی"

«یوهان بلومکویست»، جشنواره بین‌المللی فیلم گوتنبرگ سوئد
خارق‌العاده … قوی‌ترین فیلم مستند اعترافی از زمان فیلم: «The act of killing» «عمل کشتن» ساختهٔ جاشوا اوپنهایمر…
مهرداد اسکویی، فیلمساز (رویاهای دم صبح) توانسته‌است اعتماد به نفسی به این دختران بدهد تا شهادت صادقانه و بی پیرایه آنها را به دست آورد. همچنین به این دختران این فرصت داده می‌شود که از طریق دوربین، مردانی را که حق زندگی کردن شان گرفته شده یا در بعضی موارد، مادران و هم دستانِ شان را که به سخت‌ترین مجازات‌های قانونی محکوم شده‌اند، مورد خطاب قرار بدهند.
- «یک پُرتره احساسی و تکان‌دهنده»

«امبر ویلکینسون» منتقد نشریهٔ معتبر «اسکرین» در بخشی از نقد مستند جدید مهرداد اسکویی نوشته‌است:
فیلم افتتاحیه امسال جشنواره مستند آمستردام (ایدفا) ۲۰۱۹، اثری تکان‌دهنده و برانگیزنده دربارهٔ محل نگهداری نوجوانان بزهکار است و روی دخترانی تمرکز می‌کند که به سبب قتل یا معاونت در قتل یکی از مردان خانواده یا خویشاوندان سوءاستفاده‌گر خود، به کانون اصلاح و تربیت فرستاده شده‌اند.
سوژه مستند «سایه‌های بی‌خورشید» دشوار است اما اسکویی در مقام فیلمساز با دقت به آن نزدیک شده‌است و در ابتدا صحنه‌هایی از دختران را در سکوت به ثبت رسانده و سپس کنترل دوربین را در اختیار آنها قرار داده تا آنها بتوانند در تنهایی بیش از هر زمان دیگری بی‌پرده سخن بگویند.
نتیجه، بازتاب احساسی فراوانی را برانگیخته و مطمئناً این مستند در ماه‌های آینده جایگاه ویژه‌ای هم در جشنواره‌ها و همچنین نزد سینمای هنری خواهد یافت.
در حالی که تاکنون بسیاری از مستندسازان به موضوع افراد در زندان پرداخته‌اند، اسکویی نیز پیش از این سه فیلم در این باره ساخته‌است: «روزهای بی‌تقویم»، «آخرین روزهای زمستان» و «رویاهای دم صبح» و در این مستندها بُعد مضاعفی از صمیمت را با سوژه‌های نوجوان از طریق دادن کنترل دوربین به آنها در اتاق خودشان ایجاد کرده‌است تا آنها مستقیم و بی‌پرده با لنز دوربین صحبت کنند.
در بخشی از فیلم آنها با قربانیان خود سخن می‌گویند و برخی مواقع دیگر با دیگر افرادی که در ماجرا درگیر بودند مثل خواهر یا مادرشان حرف می‌زنند. این صحبت‌ها زمانی دردناک‌تر می‌شوند که کارگردان برخی از این افراد را در زندان افراد بزرگسال نشان می‌دهد، جایی که تعدای از مادران دخترها به قصاص محکوم شده‌اند.
این مستند به جای آن که به صورت مستقیم به سیاست‌ها و محیط فرهنگی که دختران را به این سرانجام رسانده، بپردازد، اجازه داده این موقعیت‌ها از طریق صحبت‌های دختران و زنان و مادرانشان به تدریج آشکار شود. کارگردان برخی مواقع پرسش‌هایی را مطرح می‌کند اما در دیگر اوقات عقب می‌ایستد تا تعامل شخصیت‌ها را مقابل دوربینش تماشا کند.
این یک فیلم مستند بلند دقیق و متعادل است و اسکویی با استفاده از گفتگو، رابطه میان دختران جوان و مادرانشان را ایجاد می‌کند، گرچه بیشتر مواقع آنها به صورت مستقیم با یکدیگر صحبت نمی‌کنند. این تصویری از عشق است که در ابتدا ناامیدی حبس و سپس نوعی اندوه تعلیقی در مخاطب ایجاد می‌کند، مادران و دخترانی که با آینده‌ای نامعلوم، مطمئن نیستند که بتوانند بار دیگر به هم برسند، امیدی که تا انتها با ترس عجین شده‌است.

## جشنواره‌ها
- جشنواره بین‌المللی فیلم مستند بوداپست «BIDF» بخش مسابقه بین الملل، بوداپست، مجارستان،۲۰۲۱[۲۱]
- نوزدهمین جشنواره بین المللی فیلم داکا  بخش مسابقه بین الملل، داکا، بنگلادش ، ۱۶الی۲۴ ژانویه ، ۲۰۲۱[۲۲]
- سیزدهمین جشنواره بین المللی «this human world» ، بخش مسابقه بین الملل، وین، اتریش،۳ الی ۱۳ دسامبر ۲۰۲۰[۲۳]
- هشتمین جشنواره بین المللی فیلم مستند «WATCH DOCS »، بخش مسابقه بین الملل،ورشو، لهستان، ۴ الی ۱۳ دسامبر،۲۰۲۰[۲۴]
- نهمین جشنواره بین المللی «فیلم پارسی»، سیدنی ، استرالیا، ۳ الی ۶ دسامبر ۲۰۲۰[۲۵]
- جشنواره بین المللی  فیلم «بنیاد هنری شارجه» ، شارجه ، امارات متحده عربی، ۱۶ نوامبر الی ۲۱ نوامبر، ۲۰۲۰[۲۶]
- بیستمین جشنواره بین المللی فیلم های  دنیای زنان «Frauen Welten»، برلین، آلمان، ۲۸ اکتبر الی ۴، ۲۰۲۰[۲۷]
- سی و نهمین جشنواره فیلم ژان روش ، موزه انسان، بخش مسابقه بین الملل، پاریس، فرانسه، ۱۳ الی ۲۱ نوامبر، ۲۰۲۰[۲۸]
- جشنواره بین الملی فیلم مستند Doc Edge، نیوزیلند، مورد تأیید آکادمی اسکار، آکلند، ویلینگتون، نیوزیلند، ۲۰۲۰[۲۹]
- سی امین جشنواره بین المللی فیلم مستند «Message to Man »، بخش بهترین فستیوال ها،سن پترزبورگ ، روسیه، ۳ الی ۸ نوامبر ۲۰۲۰[۳۰]
- دوازدهمین جشنواره بین‌المللی فیلم مستند بلند «MILLENIUM» ، بخش مسابقه بین الملل ، بروکسل، بلژیک، ۱۶ الی ۲۵ اکتبر، ۲۰۲۰[۳۱]
- سی و پنجمین جشنواره بین المللی فیلم «Unabhaengiges FilmFest»، بخس مسابقه بین المللی  صلح ، اوزنابروک، آلمان، ۲۱ الی ۲۵ اکتبر ۲۰۲۰[۳۲]
- هفتمین جشنواره بین المللی فیلم «Silk Road » بخش مسابقه بین اللمل ، ژیان، چین، ۱۱ الی ۱۶ اکتبر ۲۰۲۰ [۳۳]
- یازدهمین جشنواره بین المللی فیلم «Middle East Now»، بخش مسابقه بین الملل ، فلورانس ، ایتالیا،۶ الی ۱۱ اکتبر ۲۰۲۰ [۳۴]
- جشنواره بین‌المللی فیلم مستند «DMZ»، گویانگ، کره جنوبی، ۱۷الی۲۴ سپتامبر، ۲۰۲۰[۳۵]
- شانزدهمین جشنواره بین‌المللی فیلم زوریخ، زوریخ، سوئیس، ۲۴ سپتامبر الی ۴ اکتبر، ۲۰۲۰[۳۶]
- شانزدهمین جشنواره بین‌المللی فیلم مستند (زاگرب داکس)، زاگرب، کرواسی، ۲۰۲۰[۳۷]
- هشتمین جشنواره بین الملی فیلم مستند «CinéDOC-Tbilisi » بخش مسابقه بین الملل، تفلیس، گرجستان، ۲۰۲۰[۳۸]
- پانزدهمین جشنواره بین المللی فیلم مستند «Batumi Art house »، باتومی، گرجستان، ۲۰۲۰ [۳۹]
- دهمین جشنواره بین المللی فیلم مستند «Open City» لندن، بخش مسابقه بین الملل، لندن، انگلستان، ۲۰۲۰[۴۰]
- جشنواره بین المللی فیلم مستند «DokuFest» کوزوو ، بخش مسابقه ، پریز رن، کوزوو،۲۰۲۰[۴۱]
- شصت و نهمین جشنواره بین‌المللی فیلم ملبورن، ملبورن، استرالیا، ۲۰۲۰[۴۲]
- شصتمین جشنواره فیلم کراکوف، بخش مسابقهٔ بین‌الملل فیلم بلند، جشنوارهٔ مورد تأیید اسکار، ورشو، لهستان، ۳۱ می الی ۷ژوئیه، ۲۰۲۰[۴۳]۱
- سی و پنجمین جشنواره بین‌المللی مستند مونیخ، در بخش رقابت بین‌الملل فیلم‌های بلند، مونیخ، آلمان، ۶ الی ۲۴ می، ۲۰۲۰[۴۴]
- هجدهمین جشنواره بین‌المللی فیلم حقوق بشر ژنو، سوییس، ۶الی ۱۵ مارس ۲۰۲۰[۴۵]
- چهل و سومین جشنواره بین‌المللی فیلم پورتلند، کلمبیا، آمریکا، ۲۰۲۰[۴۶]
- هفدهمین جشنواره بین‌المللی فیلم مستند «TRUE /FALS»، جشنواره مورد تأیید آکادمی اسکار، میزوری، آمریکا، ۲۰۲۰[۴۷]
- نوزدهمین جشنواره جهانی مستند «DOC POINT» تالین، استونی، فوریه ۲۰۲۰
- نوزدهمین جشنواره جهانی مستند «DOC POINT»، هلسینکی، فنلاند، ۲۷ ژانویه الی ۲ فوریه، ۲۰۲۰[۴۸]
- هفدهمین جشنواره بین‌المللی مستند بیگ‌اسکای، ایالت مونتانا، آمریکا، ۱۴ الی ۲۳ فوریه ۲۰۲۰[۴۹]
- جشنواره بین‌المللی فیلم مستند CPH DOCS، مورد تأیید آکادمی اسکار، کپنهاگ، دانمارک، ۲۰۲۰[۵۰]
- چهل و سومین جشنواره فیلم گوتنبرگ، سوئد، استکهلم، ۲۴ ژانویه الی ۳ فوریه، ۲۰۲۰[۵۱]
- نوزدهمین جشنواره مستند موزه هنر مدرن نیویورک MoMA، نیویورک، آمریکا، ۵ الی ۱۹ فوریه، ۲۰۲۰[۵۲]
- سی و دومین جشنواره بین‌المللی فیلم مستند آمستردام ایدفا آمستردام، هلند، ۲۰ نوامبر الی ۱ دسامبر، ۲۰۱۹[۵۳]